# Марија Гашић
Марија Гашић (Крушевац, 1981) српска је позоришна глумица.

## Биографија
Дипломирала је 2004. на Факултету драмских уметности у класи професора Јовице Павића са представом Госпођица Јулија која се две сезоне играла у омладинском позоришту ДАДОВ.
Стална је чланица Крушевачког позоришта од 2008. године.

## Награде
- Награда за најбољу младу глумицу Бањалучког Студентског позоришта (2012)[1]
- Награда за најбољу младу глумицу на фестивалу ЗАПЛЕТ, Градског позоришта Јазавац (2012)[1]
- Мали Јоаким, награда за партнерску игру у представи Чаробњак из Оза, Крушевачко позориште (2017)[1]

## Улоге
- Хроника паланачког гробља
- 1915. – трагедија једног народа
- Збогом господине Хафман
- Лудило удвоје
- Др Нушић
- Говорите ли Аустралијски
- Свет
- Мушица

ТВ
- Војна академија
- Ургентни центар
- Село гори а баба се чешља
- Рана моје мајке, турски филм